# 圣迪迪耶-叙罗什福尔
圣迪迪耶-叙罗什福尔（法語：Saint-Didier-sur-Rochefort，法語發音：[sɛ̃ didje syʁ ʁɔʃfɔʁ]，意为罗什福尔上方的圣迪迪耶）是法国卢瓦尔省的一个市镇，位于该省西部，属于蒙布里松区。该市镇总面积22.75平方公里，2009年时的人口为422人。

## 地名
该地名Saint-Didier-sur-Rochefort中的“sur”表示名为圣迪迪耶（Saint-Didier）的该地与罗什福尔（Rochefort）的位置关系，并以“罗什福尔之上的圣迪迪耶”之名区分其他的“圣迪迪耶”，而非表示通常的“在……河畔”之意，事实上也并无“罗什福尔河”存在。

## 交通
卢瓦尔省省道D21线、D44线、D44.1线和D73线经过境内。

## 人口
圣迪迪耶-叙罗什福尔人口变化图示